# Međunarodni dječji festival
Međunarodni dječji festival (MDF, MDFŠ) godišnji je višednevni međunarodni festival dječje umjetnosti u Šibeniku. Održava se u lipnju i srpnju, neprekinuto od 1958. godine. Član je Međunarodne udruge festivala (UNIMA-e).
Festival objedinjuje prikazivačku (filmsku), izvedbenu (kazališnu) i stvaralačku djelatnost djece i umjetnika za djecu. U sklopu MDF-a održava se godišnja smotra umjetničkih ansambala, radionice te stručno-znanstveni simpoziji s temama iz umjetničke pedagogije, koncerti klasične i tradicijske glazbe, nastupi folklornih skupina, gostovanja lutkarskih kazališta, predstavljanja knjiga i izložbe.
MDF se odvija uz pokroviteljstvo UNICEF-a, UNESCO-a i Predsjednika Republike Hrvatske te potporu Ministarstva kulture, Šibensko-kninske županije, Grada Šibenika i inih.

## Vanjske poveznice
- Službene mrežne stranice